# 을미사변
을미사변(乙未事變, 영어: Assassination of Empress Myeongseong)은 1895년 10월 8일(음력 8월 20일) 조선 주재 일본 공사 미우라 고로(三浦梧樓)의 지휘 아래 일본군 한성 수비대 미야모토 다케타로(宮本竹太郞) 등이 경복궁(景福宮)에 난입하여 건청궁(乾淸宮) 곤녕합 일대에서 명성황후 민씨(明成皇后閔氏)를 칼로 찔러 시해한 사건이다.

## 준비 과정

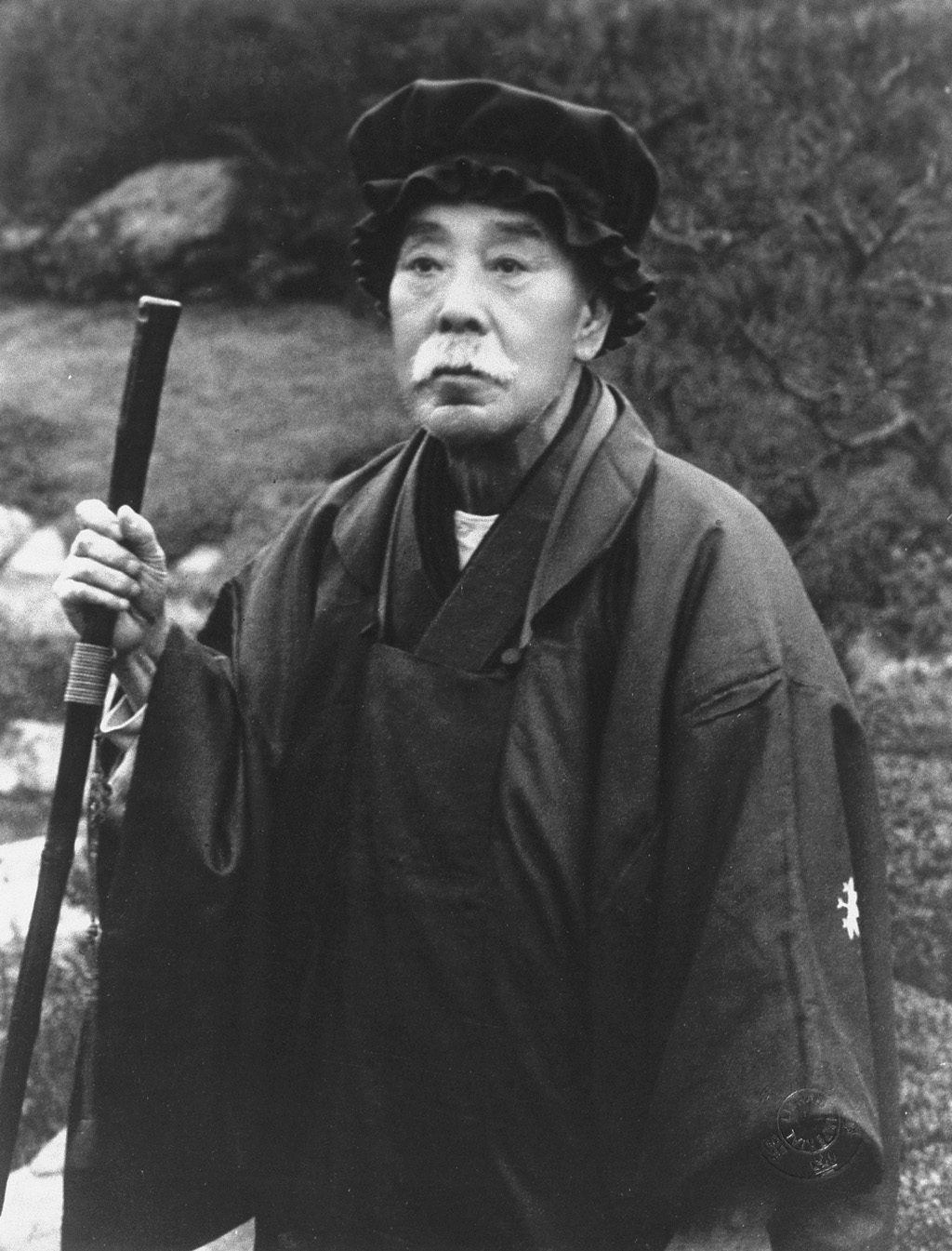
미우라 고로

### 고종과 명성황후에 대한 계략
당시 일본은 조선에 대한 계략으로 왕실을 회유 또는 매수하여 경계심을 누그러뜨리게 하는 것이었으며, 또 바로 황후 시해였다. 을미사변은 매우 치밀하게 준비되었다.
《한국통사》 등에 따르면, 주한 일본공사 이노우에 가오루 부부는 을미사변이 있기 한 달 전 일본을 다녀온 뒤 왕궁을 방문하여 조선 왕실의 안전을 확보한다고 약속하면서 고종과 명성황후에게 9천원에 상당하는 선물을 바쳤다고 한다. 당시 내각에서 논의하고 있던 조선 정부에 대한 차관을 지급하기로 이미 결정했다고 거짓말까지 한다. 고종은 이노우에가 너무 진지하여 예방을 소홀히 했다고 한다. 이때의 이노우에의 행동은 일본에 대한 고종과 황후의 경계심을 풀게 하려는 계산된 연극이었다는 주장이 있다.
《매천야록》과 《대한계년사》에 따르면, 일본은 고무라(小村室)의 딸을 명성황후의 양녀로 삼게 하였는데, 뒤에 그녀는 명성황후의 신원을 확인하는 일을 맡았다고 한다. 또한 고무라의 딸과 명성황후가 궁중 연희(演戱)를 보고 있을 때 배우 가운데 종왜(從倭, 일본을 따르는 사람)로 하여금 초상화를 그리게 했다고 한다.
황후 시해 계획을 세운 이노우에가 일본으로 돌아간 때는 사건 20일 전이었다. 1895년 9월 1일 육군 중장 출신 미우라 고로가 새 공사로 부임한다. 우익 군인 세력의 거두였던 미우라는 조선에 온 뒤 두문불출하고 불경을 외우면서 지냈는데, 그래서 붙여진 별명이 ‘염불 공사’였고, ‘수도승 같다’라는 평을 들었는데, 이는 경계심을 풀기 위한 위장술이었다는 주장이 있다.

### 살해 계획과 준비

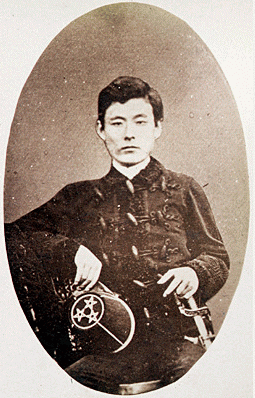
오카모토 류노스케

《대한계년사》에 따르면, 세부 계획이 세워진 때는 10월 3일이었고, 장소는 일본 공사관 지하 밀실이었다. 그때 미우라의 참모는 시바 시로였는데, 하버드 대학과 펜실베이니아 대학에서 경제학을 공부한 고급 지식인이었다. 그는 조선에 나와 있는 일본의 극우 낭인 단체인 천우협과 현양사 일인들과 긴밀하게 협의하면서 미우라를 보좌하였다. 일본의 낭인들은 목적을 이루기 위해서는 수단과 방법을 가리지 않았으며, 동경제국대학 출신 등 고급 지식인들이 많았다. 따라서 이들은 직업적 정치깡패가 아니라 고도로 의식화된 지식인 테러리스트였다는 주장도 있다.
그날 모의에 참여한 사람은 공사관 일등서기관 스기무라 후카시(杉村 濬)와 궁내부 및 군부 고문관으로서 평소 흥선대원군과 친분이 두터운 소좌 출신 오카모토 류노스케, 영사관보 호리구치 구마이치, 그리고 공사관 무관이자 포병 중좌인 구스노세 유키히코였다. 그밖의 직원들에게는 기밀 유지를 위해 일체 알리지 않았다. 우치다 사다쓰치(内田 定侈搥) 일등영사도 이 모의에서 제외되었다.
당시 모의한 내용은, '첫번째 시해의 범행은 일본 낭인들이 맡고, 외관 상 흥선대원군과 조선인 훈련대의 반란으로 꾸민다. 이 일은 청일전쟁 직후 갑오경장 때 일본 군인의 궁궐 점령을 지휘했던 오카모토에게 맡겨졌다. 둘째 일본인 가담자는 낭인 자객, 일본 수비대 군인, 일본 공사관 순사들로 구성한다. 이때 낭인 자객들의 동원은 한성에서 발행하는 일본 신문 한성신보의 사장 아다치 겐조가 맡았다. 구마모토와 후쿠오카 등 규슈 출신 낭인 30여 명과 한성신보 주필 구니토모 시게아키, 편집장 고바야가와 히데오, 기자 히라야마 이와히코, 사사키 마사유키, 기쿠치 겐조 등의 민간인들을 동원하였다. 셋째 일본 수비대와 순사, 조선인 훈련대를 움직이는 일은 일본 공사관 소관이다. 그래서 황후 시해에 구스노세 유키히코 등이 참여한다. 넷째 거사일은 10월 10일 새벽으로 한다.'는 것이었다.
미우라는 황후 시해를 위한 음모를 “여우사냥”이라고 불렀으며, 예상보다 일찍 훈련대가 해산되자 거사 일시를 10월 8일 새벽 4시로 앞당기게 된다. 그러나 바뀐 계획도 차질이 생긴다. 새벽 4시에 작전을 끝내려면 늦어도 새벽 3시까지는 흥선대원군과 낭인들이 경복궁에 진입해야 한다. 그러나 대원군이 공덕리 별장을 떠난 때는 새벽 3시였고, 경복궁에 도착한 때는 새벽 5시가 넘었으며, 명성황후가 시해된 때는 6시 경이었다. 그래서 많은 목격자들이 나타나게 된다.
1896년 4월 15일 고등재판소 판사 권재형이 법부에 제출한 〈권재형 보고서〉에 따르면, 흥선대원군은 입궐하던 날 간사한 무리를 몰아낸다는 요지의 유시를 내렸다고 한다. 《한국통사》에서는 대원군이 입궐하는 일본인들에게 “오늘의 일은 단지 왕실을 호위하는 것뿐이다. 궁중에서 폭거를 행하지 말라.”라고 했다고 한다. 이를 종합하면, 흥선대원군이 황후 시해에 동의했는지 매우 의문이다.
한편 일본으로서도 흥선대원군의 정치 참여는 바라지 않았다. 그래서 서기관 스기무라가 4개조 약조문을 초안하고, 10월 6일(음력 8월 18일) 오카모토가 이를 가지고 공덕리에 가서 대원군의 서약을 받았다. 주된 내용은 대원군이 정치에 참여하지 않는다는 것이었다.

### 조선인 협력자들

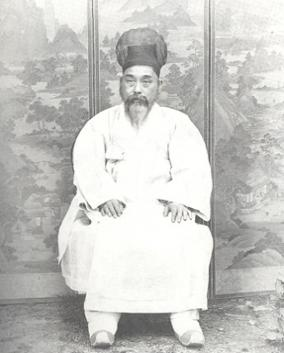
이준용

대원군은 장손 이준용이 교동에 유폐된 이래 불만을 품고 공덕리의 별장 아소정(我笑亭)에 칩거하고 있었다. 그러나 뒤에 오카모토가 대원군을 찾아 설득하였다.
유길준은 흥선대원군을 명성황후 암살의 조선인 최고 지휘자로 지목했다. 유길준이 미국인 은사 모스에게 보낸 편지에서 유길준은 명성황후를 "세계에서 가장 나쁜 여성"이라고 혹평하였으며, 명성황후를 개화당 살해의 배후로 보았다. 유길준은 민비가 도움을 청하기 위해 러시아 공사와 비밀 접촉하였고, 1894년 가을 개화당 모두를 살해하려는 계획을 꾸미다가 대원군에게 발각되었으며, 대원군은 일본공사 오카모토 류노스케와 협의 끝에 일본인들로부터 약간의 도움을 얻어 그녀를 죽이기로 결정하였다고 진술하였다. 편지에서 유길준은 또 명성황후 암살은 실행되었지만 흥선대원군이 명성황후 암살 문제를 일본공사와 협의하고 일본 측에 약간의 도움을 요청한 것은 큰 실수였다고 지적하였다. 그러나 유길준은 '도움을 얻기 위해서는 달리 방법이 없었다.'는 의견도 덧붙였다.

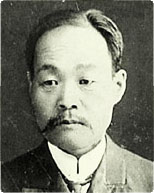
유길준, 왕비 암살의 조선인 고위층 협력자

윤치호는 암살의 협력자이자 일본 낭인들의 지휘자 중 한사람으로 유길준을 지목하였다. 명성황후가 암살당할 무렵 윤치호는 유길준과 일본인 이시쓰카가 사건의 전말을 은폐하기 위해 자신을 그날의 저녁 식사에 자신을 초대했다는 것이다.
흥선대원군과 유길준 외에도 조선군 1대대장 우범선·2대대장 이두황·3대대장 이진호(李軫鎬) 등과, 전 군부협판 이주회(李周會), 국왕 친위대 부위(副尉) 윤석우(尹錫禹), 일본 공사관 통역관 박선, 문신 구연수 등이 협력했고, 궁궐수비대의 구식군대 출신 조선인 병사들도 자발적으로 협력했다. 송병준의 사위이기도 했던 구연수는 일본 낭인들이 민비 시신을 소각하는 걸 도왔다.
박영효의 명성황후 암살 미수
한편 1895년(고종 32년) 7월 박영효는 별도로 왕비를 암살할 계획을 세웠다. 개화 이후로 고종은 밖으로는 일본의 견제를 받고 안으로는 군국기무처가 마음대로 하여 한 가지 일도 단독으로 결정할 수 없었다. 명성황후는 이를 분하게 여겨 점차로 군권(軍權)을 회복하기를 계획하여 러시아와 결탁하니, 박영효는 이를 우려하였다. 명성황후는 군국기무처의 일부 급진개화파가 독단하는 것을 두려워하였고, 이들의 정책을 뒤엎을 기회를 찾았다. 이때 박영효는 단독으로 계략을 세워 왕비 암살을 계획하였다.
박영효는 왕후의 권모와 계략을 두려워 하여 암살을 감행하지 않으면 화근을 근절할 수 없다 생각하고, 1895년 7월 마침내 날짜를 잡아 계책을 정하고 일본에 병력을 요청하였다. 그는 유길준이 자기와 친근하다고 여겨 가만히 뜻을 알렸다. 그런데 유길준은 바로 박영효의 왕비암살 계획을 임금에게 밀고했다. 박영효는 유길준에 의해 일이 누설된 것을 알고 양복으로 바꿔 입고 일본인의 호위를 받아 도성을 빠져 나와 용산에서 기선을 타고 도주하였다. 그의 일당 신응희, 이규완 등도 따라 도주하였다. 박영효의 명성황후 암살 음모를 폭로한 유길준은 그무렵 따로 대원군과 이준용의 왕비 암살 모의에 가담한 상태였다.

## 진행 과정

### 사전 모의와 무장
조선 정부가 훈련대의 해산을 명령한 때는 10월 7일 새벽 2시였다. 이에 군부 대신 안경수가 9시 경 급히 이 사실을 미우라 고로에게 통보하였고, 뒤이어 우범선도 달려와 미우라에게 보고했다. 이에 미우라는 거사 날짜를 그날 밤으로 바꾸고 스기무라와 의논한 뒤 오카모토 류노스케를 불러들인다. 오카모토는 10월 6일 흥선대원군을 만난 뒤 일본으로 가는 척하다가 급히 서울로 돌아왔다.
미우라는 거사 계획서인 〈입궐방략서〉(入闕方略書)를 영사관보인 호리쿠치 구마이치에게 주고, 용산으로 가서 거사 준비를 지시한다. 이에 한성신보 직원들과 낭인들은 칼 또는 총을 들고 용산으로 모였다. 또 미우라는 오기하라 히데지로(荻原 秀次郎)에게 영사관 순사들을 인솔하여 사복에 칼을 차고 용산으로 가도록 지시한다. 아사야마로 하여금 군부 협판 이주회에게 사실을 알리도록 하였고, 이주회가 조선인 몇 명을 규합하여 공덕리로 가도록 했다. 그렇게 그날 밤에 공덕리 대원군 별장에 모인 사람은 공사관 직원, 고문관, 순사, 기자 등 약 60여 명에 달했으며, 이들은 술에 취한 상태였고 복장도 제멋대로였다.

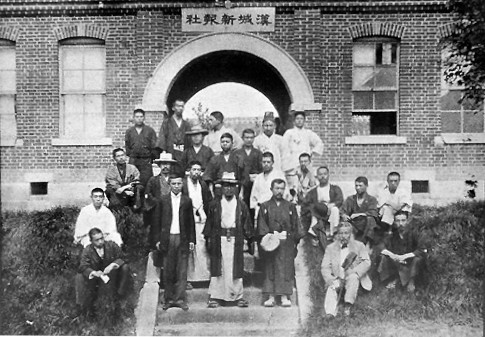
을미사변을 일으킨 낭인들 (한성신보 사옥 앞에서)

### 궁궐까지의 진입 과정
오카모토가 이끄는 일본인 낭인들이 공덕리에 도착한 때는 자정 쯤이었으나, 흥선대원군이 교여를 타고 떠난 때는 새벽 3시 경이었다. 대원군은 그들이 온다는 사실을 모르고 잠을 자고 있었다. 일본인들은 담을 넘어 가서 별장 경리(警吏)를 모두 포박하여 가두고 옷을 빼앗아 일본인 순사들이 덧입었는데, 조선군으로 위장하려 함이었다. 오랜 실랑이 끝에 대원군이 집을 나섰는데, 아마도 일본인들이 대원군을 반강제로 끌어냈으리라 여겨지며, 76세 노령의 대원군이 이 쿠데타에 가담했다고 믿기지 않는다는 주장이 있다.
일행이 서대문에 이르렀을 때 우범선이 이끄는 훈련대 제2대대와 합류했다. 그들은 그때까지는 황후를 시해한다는 사실을 몰랐다. 잠시 뒤에 집결장소를 잘못 알아 엉뚱한 곳으로 갔던 140여 명의 일본 수비대 제1중대가 도착하였다. 여기에서 또 시간이 지체되었다. 이때 경복궁에서는 일본 수비대 제3중대가 광화문 부근에서 대기하고 있었고, 수비대 제2중대장은 훈련대 제2대대를 인솔하고 춘생문(경복궁 동북문) 부근에 집결하였다. 그들은 새벽 2시경부터 미리 와서 경복궁을 포위하고 있다가 광화문 쪽에서 총소리가 들리자 사방에서 궁궐 담을 넘고 외전의 근정전(勤政殿) 일원을 지나 명성황후가 거처하는 건청궁(乾淸宮) 쪽으로 돌진했다.
새벽 2시 경에 별군관에게 고종의 호위경관 2명이 달려와 삼군부(광화문 앞 경비실)에 일본군과 조선군 훈련대가 운집해 있다고 보고하자, 현흥택 정령은 즉시 궁궐 경비병 여럿을 광화문으로 급히 보내 상황을 확인했다. 시간이 지나 새벽 4시 무렵에 조선군 훈련대 대대가 춘생문(春生門, 경복궁 동북문)과 추성문(秋成門, 경복궁 서북문)을 포위하였다고 현흥택 정령은 증언했다. 이때 경복궁은 경회루와 수정전 일대를 제외하고 근정전 일대를 포함해 광화문까지 총격전이 벌어져 광화문과 근정전을 포함해 총격전으로 난리가 난 상태였다. 이때를 기회로 노린 일본군은 경복궁 곳곳을 뒤지다가 건청궁 일대에서 명성황후를 찾은 것이다.
윌리엄 다이 장군과 아파나시 사바틴은 이학균 부령으로부터 보고받자마자 일어나 별군관실로 갔으나 2명의 부령과 최소한 6~7명의 당직 장교가 야근하고 있어야 함에도 그곳에는 단 한 사람도 보이지 않았다고 사바틴은 증언했다. 또한 고종은 이미 새벽 4시 반 전후로 궁궐이 소란함을 알고 있었으며, 명성황후는 위험한 침전인 옥호루(玉壺樓)를 떠나 은신하였으리라 여겨지나 궁궐을 벗어나지는 못했으리라 본다.
고종은 일본군이 궁궐을 포위했다는 급보를 받고 이범진에게 시간을 다투어 미국 공사관과 러시아공사관에 뛰어가 도움을 요청하라고 명령했다. 이범진은 일본인 순찰을 피해 높이가 4~5미터인 담에서 뛰어내려 궁궐을 탈출하였다. 미국 공사관에 도착했을 때 대궐 쪽에서 첫 총성이 들려왔다고 이범진은 증언했다. 이범진은 미국 공사관을 거쳐서 러시아 공사관을 찾아가 궁궐이 일본군에 포위되었음을 알리고 구원을 요청했다.
사바틴의 증언을 보면 사건 전날(10월 6일) 밤에 조선군 훈련대와 일본군이 대궐 앞에 모여 소란을 피웠음을 알 수 있다. 더욱이 그는 당일 밤에는 음모가 있으리라는 정보도 중국인으로부터 사전에 입수했다. 그런데도 안이하게 생각하고 대책을 세우지 않다가 결국 대궐이 포위되는 지경에 이른다.

### 경복궁 침투
당일 새벽 4시 30분경 일본인 교관에게 훈련받은 조선군 약 250~300명이 일본인 교관 4~5명의 인솔을 받으며 뭔가 상의하였다. 그 뒤 한 조선인이 큰소리로 대문을 열어 달라고 몇 번 외쳤다. 광화문을 지키던 경비병과 순검들이 저항하여 총격전이 벌어졌다. 새벽 5시 무렵 흥선대원군 일행이 광화문 앞에 이르자, 미리 대기하고 있던 일본 수비대 제3중대가 미리 준비한 긴 사다리를 건네고, 일본 순사들이 담을 넘어 빗장을 풀었다. 광화문이 열리자 일본군과 조선인 근위대 병력이 소리를 지르며 경복궁을 향해 돌진했다. 일본 낭인들과 조선인들은 광화문을 넘어 경복궁 앞에 이르렀다.
담을 넘은 일본인 폭도들이 궁궐 경비병에게 발포하자, 경비병은 무기와 군복상의를 벗어던져 버리고 초소를 떠나 어디론가 달아나기도 했다. 한편 폭도들은 남쪽의 광화문, 동북쪽의 춘생문, 서북쪽의 추성문 등 3개의 문으로 침입하였다.
경복궁 입구에는 미국인 지휘관 윌리엄 다이가 지휘하는 조선인 경비대 500여명이 지키고 있었으나, 이들의 존재를 사전에 알고 있었던 일본인 낭인들과 조선인 병력은 쉽게 경비대를 격퇴했다. 수많은 사상자를 낸 다이는 경비대를 이끌고 도망쳤고, 낭인들과 조선인 길안내자들은 쉽게 경복궁으로 들어갈 수 있었다.
근정전까지는 쉽게 들어갈수 있었으나 근정전을 지키는 병사들과의 총격전을 벌이는 끝에 근정전이 뚫려버려 건청궁까지 갈수 있었던 것이다.
러시아인 건축기사 세레딘 사바틴은 궁궐 안에서 수비하던 도중 폭도와 환관(宦官), 벼슬아치, 궁노(宮奴) 등에게 떠밀렸다가 일본인 대장으로 보이는 사람에게 말을 걸어 자신의 신분을 밝히고 호위를 요청했다. 그 뒤 그곳에서 서서 사건을 목격 중 명성황후 시해 직전 두들겨 맞고 현장에서 쫓겨난다.
러시아인 건축기사 사바틴이 고종을 호위하고 있었는데, 궁전 뜰에서 일본인의 행패를 목격했다. 윌리엄 다이도 시위대를 지휘하면서 궁 안에서 이 참상을 목격했다. 사바틴과 다이는 둘 다 일본 군인들에게 폭행을 당했는데, 뒷날 일본인들의 만행을 세계에 폭로하는 증언을 하였다.
법부 협판 권재형의 보고서(흔히 〈권재형 보고서〉)에 따르면, 고종은 흉도들의 주의를 따돌려 명성황후의 피신을 돕기 위해 밀실의 뒷문을 모두 열고 흉도들이 잘 보이는 방 문앞에 나와 서 있었는데, 흉도들은 칼날을 휘두르며 그 방에 들어가 고종의 어깨와 팔을 끌고 다니기도 하고, 고종 옆에서 권총을 쏘고 궁녀들을 난타하며 이리저리 끌고 다녔다. 또한 무단 침입을 꾸짖는 고종의 어깨에 무례하게 손을 얹어 주저앉혔으며, 태자도 다른 방에서 붙잡혀 머리채를 휘둘리고 관이 벗겨지고 칼등으로 목줄기를 얻어맞는 수모를 당했다.

### 건청궁 진입

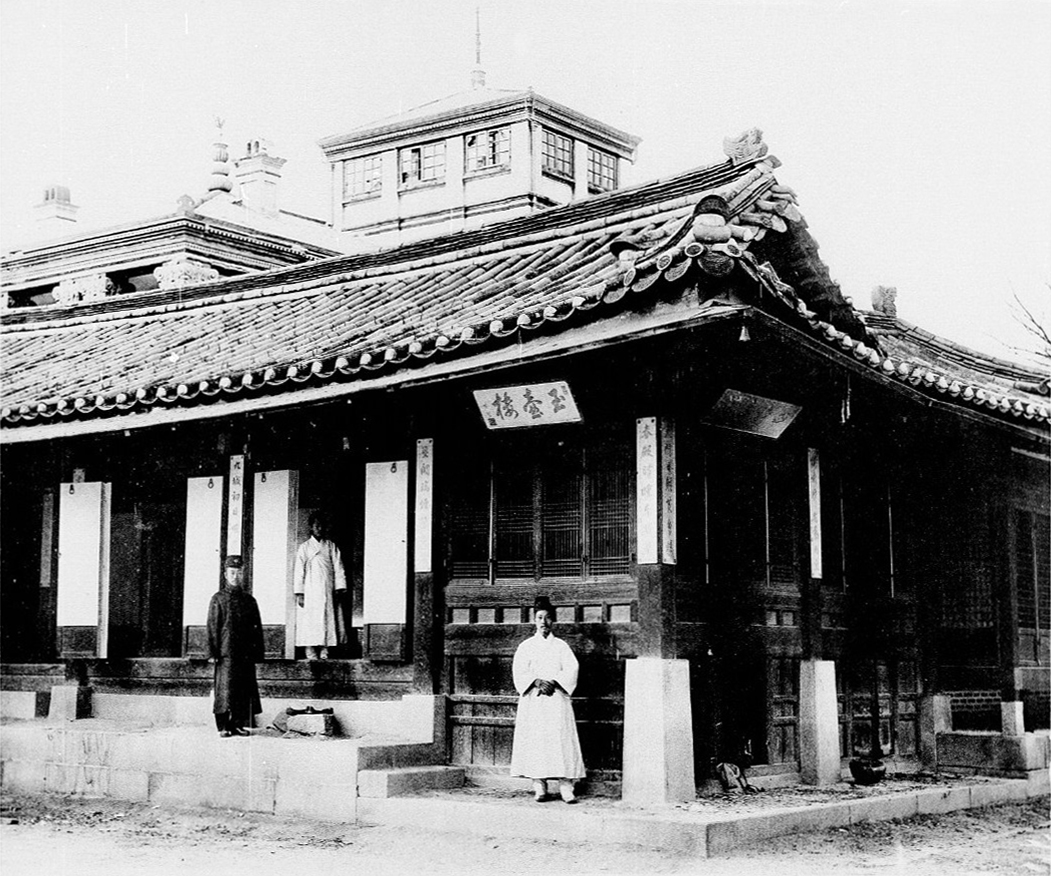
명성황후가 거처했던 경복궁 건청궁 곤녕합 옥호루

경복궁에 왕비가 없음을 안 낭인과 조선인 협력자들은 경복궁 북쪽인 건청궁으로 향한다. 일본인들을 막으려고 나왔던 홍계훈과 시위대는 일본군과 교전하였으나 이들의 화승총은 일본의 개량된 총을 당해내지 못했다. 일설에는 홍계훈이 일본인에게 호통을 치다가 일본 수비대가 쏜 총탄에 맞아 쓰러졌다고도 한다.
3백~4백여 시위대가 연대장 현흥택(玄興澤)과 교관 다이 장군의 지휘를 받으며 총격전을 벌였으나, 갑오경장 때 우수한 무기를 빼앗겨 일본군을 당할 수가 없었다.
명성황후가 기거하던 건청궁까지 다가온 흉도들은 대오를 지어 합문(閤門)을 포위하고 파수를 보았다. 자객들은 전당으로 들어가 밀실을 수색하기 시작했고, 흥선대원군은 근정전 뒤 강녕전 옆에서 기다렸다. 훈련대 군인들은 건청군 앞마당에서 쉬며 황후 시해에는 가담하지 않았다.

### 명성황후 시해 과정
흉도들은 궁녀들의 머리채를 잡아끌고 명성황후의 처소를 대라고 윽박지르는 등 난폭하게 행동했다. 그러나 궁녀들은 두들겨 맞고 내던져졌음에도 불구하고 신음조차 내지 않았다. 건청궁 동쪽 곤녕합 옥호루에서 황후를 찾아냈는데, 궁내부 대신 이경직이 두 팔을 벌려 황후 앞(또는 황후가 있는 방문 앞)을 가로막고 나서다가 권총을 맞고 쓰러졌으며, 이어 신문기자 히라야마 이와히코(平山岩彦)가 다시 칼로 두 팔을 베었다. 그러나 버둥대며 일행을 방해하던 이경직은 낭인들에 의해 허리가 베여 죽게 된다.
곤녕합에 진입한 낭인과 조선인 협력자들은 궁녀와 상궁들을 일일이 확인하고 누가 왕후인지 색출하던 중 변복한 왕후를 찾아내자 살해한다.
낭인들은 궁녀들 사이에 숨었다가 도망치는 명성황후를 쫓아가 그녀를 마룻바닥에 넘어뜨려 내동댕이친 뒤 맨발로 계속 밟고 일본군 4명이 칼로 찔렀다.
영국 데일리 메일 기자이자 조선 주재 특파원인 프레더릭 매켄지에 의하면 오카모토 류노스케가 방 한 구석에 숨은 여인을 발견하고 머리채를 붙잡고 왕후가 아니냐고 물었다. 그러나 왕후는 이를 부인하고 몸을 피해 마루 아래로 달아나려는 순간 일격을 당했다 고 한다. 한편 일본인 낭인과 조선인 앞잡이들 앞에서 당당하게 나는 조선의 국모라고 호통쳤다는 공식 기록과는 달리 암살 직전 목숨을 구걸했다는 기록이 있다. 황현은 낭인들이 왕비의 정체를 확인하자 '살려달라고 애걸했으나 일본인들이 칼로 내리쳤다.'고 하였다.
명성황후가 절명한 시각은 사바틴이 현장을 떠난 지 20~30분 뒤인 새벽 5시50분 이후인 10월 8일 아침 6시 직전이나 직후로 여겨지나, 절명한 곳이 어디인지는 분명하지 않다. 방 안에서 황후의 시신을 보았다는 증언은 많다. 또한 낭인들은 황후를 죽인 뒤에도 그들이 죽인 사람이 황후임을 알지 못하여 용모가 비슷한 궁녀를 세 명 살해하였다. 흉도 가운데 황후를 죽인 사람으로 자주 지목되는 사람은 데라자키 다이키치(寺崎泰吉)이다.
낭인들은 그들이 살해한 네 여인 가운데 누가 황후인지를 확인하는 방법으로, 궁녀와 태자를 불러 확인했다는 설, 황후 얼굴을 잘 아는 고무라의 딸을 불러 확인했다는 설(《매천야록》), 황후의 얼굴에 있는 마마 자국을 보고 확인했다는 설, 처음부터 초상화를 들고 들어왔다는 설 등이 있으며, 이러한 여러 방법을 섞어서 썼으리라는 주장도 있다.
당시 낭인들은 남의 나라 국모를 무참하게 죽이는 일에 가담하면서도 양심의 가책은커녕 일본을 위해 충성한다는 자부심에 가득 차 있었다
고 한다.

#### 자극적인 왜곡 논란
| “ | 특히 무리들은 안으로 깊숙이 들어가 왕비(王妃)를 끌어내어 두세 군데 칼로 상처를 입혔다(處刃傷). 나아가 왕비를 발가벗긴(裸體) 후 국부검사(局部檢査)(웃을(笑) 일이다. 또한 노할(怒) 일이다)를 하였다. 그러고는 마지막으로 기름(油)을 부어 소실(燒失)시키는 등 차마 이를 글(筆)로 옮기기조차 어렵도다. 그 외에 궁내부 대신을 참혹한 방법으로 살해(殺害)했다. | ” |
|   | — 이시즈카 에조(石塚英藏) , 〈에조 보고서〉 |   |

한 소설가는 〈에조 보고서〉를 근거로, 일본 군인들은 황후를 능욕했다는 주장을 했지만 작가의 주장대로 에조는 현장을 목격한 시해범이 아닌 공무원이며 근현대 문헌 최고권위자중 하나인 서지학자 김종옥, 서울대 신용하 교수 등 전문가들은 해당 작가의 주장에 대해서 상식에 위배되는 거짓낭설이라 일축했다. 이러한 주장은 물론 <에조 보고서>자체가 실제 목격자의 진술이 담겨있는 가장 신빙성있는 자료로 평가받는 <베베르 보고서>를 비롯한 다양한 증언들과 완전하게 위배된다. 여기서 쓰인 '나체''국부'라는 단어도 논란이 있는데 <에조 보고서>를 신뢰한다고 가정해도 히로시마에서 시해범들이 증언한 '민비의 얼굴을 알 수 없어 중년여성의 신원을 식별하기 위해 가슴을 확인한 행위'를 지칭했을 개연성이 크다.

## 사후 처리
을미사변이 일어난 10월 8일 아침에 고종은 아침 건청궁 장안당으로 자리를 옮겼다. 고종이 8시경 미우라 공사에게 사자를 급히 보내 어젯밤 일의 내막을 묻자 미우라는 서기관 스기무라와 통역관을 데리고 궁으로 들어왔다. 미국과 러시아의 공사도 소식을 듣고 궁으로 왔다. 미우라와 스기무라, 그리고 자객의 우두머리가 옆에 섰으며, 흥선대원군도 들어와 고종 옆에 앉았다. 미우라는 고종을 협박하여 김홍집 내각을 성립시켰다.

### 축소 은폐
일본 당국에 시해사건이 처음 전달된 것은 8일 오전 6시 32분발 공사관 수비대 소속 해군 소좌 니이로 도키스케(新納時亮)가 (본국) 이토 미요지(伊東巳代治) 중장에게 보낸 전보였다. 그리고 다시 그날 오전 9시 20분, 니이로(新納) 소좌는 본국 대본영 육군참모부에 전문(電文) 한 장을 보냈다. ‘극비’(極秘)라는 붉은 낙인이 찍힌 이 전문에는 ‘국왕무사 왕비살해’(國王無事 王妃殺害)라고 보고하고 있다. 그것은 일본 정부의 공식 라인을 통해 “여우사냥”이라는 암호명의 왕후 살해 작전이 성공했음을 알린 첫 보고였다.
해군 측의 보고를 듣고, 육군 참모부에서는 전보로 공사관 소속 육군중좌 구스노세에게 사실 확인을 명령하였다. 그는 사건 가담자로서 이미 (모든 것을) 알고 있었음에도 불구하고, 동일 오전 8시 50분발 전문에서는 대원군의 입궐과 훈련대장 홍계훈의 죽음만을 보고하고 있다.
일본 외무성에서도, 동일 오후 1시발 전문에서 왕비 살해 여부를 확인하고 있음에도 당사자인 미우라는 “왕비의 소재 아직 잘 모르겠다”라고 시치미를 떼고, 대원군에 의한 쿠데타라고 보고하고 있다. 이러한 사실 은폐는, 스기무라가 직속상관이었던 이노우에에게 행한 보고에도 일관되고 있다.
미우라도 사이온지 긴모치 외무대신에게 끝까지 허위보고를 하면서, 일본인의 가담 여부에 대해서는 일부 긍정하고 있었으나, 그것을 ‘사적 차원(민간인임을 주장)’으로 돌리고 있다. 단, 이토 총리대신에게는 비교적 상세히 사실을 보고하고 있는데, 이는 이토와 사전에 어느 정도 교감이 이루어졌음을 방증하는 것이기도 하다.

### 증거 인멸
김홍집 등이 연락을 받고 궁으로 들어올 때 미우라는 잠시 자리를 비웠다가 황후의 시신을 직접 확인하고 증거를 인멸하기 위해 오기하라에게 급히 화장하라고 지시했다. -
흉도들은 왕후의 시신을 문짝 위에 얹어 이불을 덮고 건청궁 동쪽 녹원(鹿園) 숲 속으로 가져간 다음 장작더미 위에 올려놓고 석유를 뿌려 태웠다. 날이 밝은 뒤 타다 남은 유골을 궁궐을 순시하던 우범선이 우연히 발견하여 연못 향원정에 넣으려고 했으나, 훈련대 참위 윤석우(尹錫禹)가 혹시 황후의 시신일지도 모른다는 생각에서 이를 수습하여 멀리 떨어진 오운각 서봉(西峰) 밑에 매장했다. 뒷날 친일 내각은 윤석우를 비롯한 군부 협판 이주회, 일본어 통역관 박선(朴銑) 등을 무고하게 반역죄 또는 불경죄로 사형에 처했다.

### 여론 호도 작업
사건 직후 미우라는 왕후 시해 사건을 조선인의 반란으로 호도하는 공작을 폈다. 미우라는 이튿날인 10월 9일과 그 다음날인 10월 10일 외부에 공문을 보내었다. 그 와중에 군부 대신 조희연이 일본을 위해 거짓말을 하고, 미우라는 조선 외부(外部)와 군부(軍部)의 입을 통해 일본이 관여하지 않았다는 거짓 증명을 받아냈다. 사건 발생 다음날인 10월 9일에는 사바틴의 입을 막기 위해 친일 내각이 그에게 내무부 고문직을 제의했으나, 사바틴은 거절했다.
미우라는 외국인 목격자인 윌리엄 다이와 아파나시 세레딘사바틴에 의해 사건의 전모가 명백하게 드러났음에도 불구하고, 막료인 쓰키나리를 불러 일본인 낭인 중에서 중형을 각오하고서 끝까지 책임질 자들을 물색하였다. 그것은 대원군이 일본인 장사를 고용하였고 낭인들이 이에 부화뇌동하여 민비를 살해했다고 위장하기 위해서였다. 츠키나리는 후지카쓰와 히로다 도메요시(廣田止善) 두 사람 중에서 한 사람을 물색하여 대처하려고 하였다. 그런데 갑자기 일본 정부당국에서, 사실이 밝혀질 것을 두려워하여 10월 14일 가담한 몇몇 낭인들에 대해 퇴한(退韓) 조치를 내렸기 때문에 이 위장계획은 수포로 돌아갔다.

### 폐서인 조칙과 취소
김홍집 내각은 세 가지 조칙을 기초하여 고종에게 서압(서명)하라고 요청했다. 고종이 거부하자 그들은 서로 서압하고 물러났으며, 일본 군인들도 궁궐에서 철수하였다. 이날 군부 대신은 안경수에서 일본의 사주를 받은 조희연으로 바뀌었고, 권형진이 치안을 담당하는 경무사, 유길준이 서리내무 대신, 어윤중이 탁지부 대신, 장박이 법부 대신, 서광범이 학부 대신, 정병하가 농상공부 대신으로 임명되었는데, 이들은 황후 시해를 방조 또는 묵인한 이들이다.
한편 을미사변 직후 고종은 허수아비처럼 되었다. ‘대군주폐하’라는 존칭을 받고, 황제가 쓸 수 있는 ‘조칙’을 내리고 있지만, 자신의 의지로 내린 조칙이 없었다. 10월 10일 김홍집 내각은 ‘왕후’를 서인(庶人)으로 폐위하는 조서(詔書)를 김홍집 내각이 스스로 서압하여 고종의 명의로 발표했다. 그 가짜 조서에서 “옛날 임오 때와 마찬가지로 짐을 떠나 피난했다.”라는 거짓말을 하였다. 이때 서명한 이는 김홍집을 비롯하여 김윤식, 조희연, 서광범, 정병하 등이며, 탁지부 대신 심상훈(沈相薰)만 벼슬을 버리고 고향으로 내려갔다. 그때 “나라의 원수를 갚지 않으면 벼슬하지 않겠다.”라고 말했으며, 그런 까닭에 고종으로부터 신임을 얻었다.
왕태자가 가장 먼저 명성황후의 폐위에 반발하면서 태자위를 양위(讓位)하겠다며 저항하자 다음날인 10월 11일 ‘왕후’를 ‘서인’에서 후궁에 해당하는 ‘빈’(嬪)으로 승격시켰다. 10월 14일에는 황후를 새로 간택하라는 지시가 내려졌으나, 고종의 의사와는 관계가 없었고, 고종은 그 뒤로 1919년 죽을 때까지 황후를 새로 맞이하지 않았다. 명성황후 시해와 폐위 사실이 세상에 알려지자 민심은 극도로 나빠졌으며, 재야에서는 황후의 복위를 요청하는 상소를 올리고, 복수를 외치는 의병운동(을미의병)이 전국에서 일어났다. 폐위 소식을 들은 외국 공사들은 고종이 직접 도장을 찍지 않았다는 이유로 인준을 거부하니, 일본을 제외한 모든 나라가 같은 반응을 보였다. 특히 서울 주재 러시아 대리공사 카를 베베르는 을미사변 사건 직후 서울 주재 외교 대표단의 회합을 주선하고, 일본 공사 미우라 고로에게 항의하고 일본 공사가 조선의 국모(國母) 시해사건의 주모자였음을 밝혀내는 데 중요한 역할을 하였다.
일본과 김홍집 내각은 악화된 국내외 여론을 무마하기 위해 11월 26일 폐후 조칙을 취소하였다.

### 사건 이후
이 사건은 당초 그들의 계획과 기대, 즉 반일적이며 인아거일(引俄拒日, 러시아 세력을 끌어들이고 일본 세력을 물리침) 정책을 취하는 민비를 제거하여 일본세를 다시 회복하려고 하는 것과는 달리, 국제적 비난과 압력은 물론 조선의 조야(朝野)에 반일운동을 유발시켰고, 청일전쟁 이후 일본의 조선지배의 정략이 도리어 수포로 돌아가는 결과를 초래했다.
일본의 만행이 만천하에 드러나고, 열강의 견제로 일본세는 더 이상 조선에서 발을 붙일 수 없게 되었다. 10월 30일에는 일본이 장악하고 있던 훈련대가 해산되고 새로 친위대(왕궁)와 진위대(지방)가 설치되었다. 11월 26일에는 왕비를 복위하고, 시해사건에 관계한 군부대신 조희연과 경무사 권형진을 파면하였다. 대원군도 스스로 은퇴하고, 이준용(李埈鎔)은 일본에 유학의 명목으로 망명하였다. 그리고 12월 1일에는 왕후시해 사실과 국상을 공표하여 시해 사건의 뒷수습은 일단락되었다.
사건 이후 명성황후가 복권되면서 조선인 가담자인 박선, 이주회는 처형당하고, 우범선, 이두황, 이진호는 일본으로 망명했다. 우범선은 뒤에 일본으로 찾아간 자객 고영근에게 암살되었다. 구연수는 한일 합방 이후에 복권됐다. 흥선대원군이 명성황후 암살에 관여된 것을 알게 된 고종은 나중에 흥선대원군이 죽었을 때, 빈소에 찾아가지 않았다.

#### 장례 논란
폐후 조칙이 취소된 뒤 김홍집 내각을 타도하고 경복궁에 유폐되다시피 한 고종을 구출하여 미국 공사관으로 피신시키려던 춘생문 사건이 발생하자 김홍집 내각은 명성황후가 살해된 지 55일 만인 12월 1일(음력 10월 15일)에 그 사망을 공식 발표하고 국상을 치르려 했다. 이는 고종의 친위 쿠데타 세력인 정동파가 몰락한 분위기를 이용하여 국상을 치르려 함이었다.
1896년 2월 11일 아관파천이 일어났으며, 그날 고종은 조칙을 내려 김홍집 일파, 곧 김홍집, 유길준, 정병하, 조희연을 을미사적(乙未四賊)이라고 밝히어 역도로 규정하고, 그들이 진행시키던 국모 재간택과 이미 내린 폐비에 관한 조칙을 무효로 돌렸다. 1896년 3월 10일 김홍집 내각이 진행하던 국상 절차를 중단시키고, 무기한 연기하였다. 그 뒤 국상 일정을 몇 차례 더 연기하였다.
명성황후에 대한 장례는 사후 2년이 지나 1897년에 비로소 진행되었고, 대한제국이 성립된 직후인 1897년 11월 22일 명성황후의 유해는 청량리 홍릉에 안장되었다. 명성황후의 장례를 치르기 위해 유해를 수습할 때 뼈에 재와 모래가 뒤섞여 신체 부위가 판명되지 않아 고양군에 사는 환관을 불러 그의 말을 들으면서 석회를 바르고 비단옷을 수십 벌 입혀 구부리고 포개고 묶어서 관에 넣었다. 《매천야록》에 따르면, 궁내관 정만조가 이 광경을 목격했다고 한다.

#### 관련 사건
1896년 2월 당시 21세였던 청년 김구는 명성황후의 원수를 갚겠다면서 황해도 치하포에서 일본인 쓰치다 조스케(土田讓亮)를 살해했다. 김구는 사건 현장에서 살인 이유로 국모인 명성황후의 원수를 갚기 위한 것이라고 밝히고, 식당 주인이자 동장(洞長)인 이화보(李化甫)를 시켜 자신의 거처를 적은 포고문을 길거리 벽에 붙이고 집으로 돌아가 체포되기를 기다렸다. 자택에서 체포된 김구는 해주 감옥에 수감되었다가 인천감옥으로 압송되었다. 김구는 사형선고를 받고 인천감옥에서 사형 집행을 기다리고 있었으나, 고종의 지시로 사형 집행이 중지되었다. 1896년 덕수궁에 자석식 전화기가 설치되었는데, 이 전화는 주요 관아는 물론 인천까지 개통되었다. 고종은 인천감옥에 직접 전화를 걸어 청년 김구에 대한 사형집행을 중지시켰다. 이는 전화가 개통된 지 사흘째 되는 날이었다.
일본에 의한 명성황후 시해 사건은 아관파천 및 대한제국 성립 이유 중 하나가 되지 않았다. 1897년 10월 12일 고종이 새벽 4시에서 6시 사이에 환구단에 나아가 스스로 황제에 즉위하고, 낮 12시에 왕후를 “명성황후”로 책봉·추존하였다. 이튿날인 10월 13일 아침 황제는 황후의 빈전에 제사를 드리고, 오전 8시에 태극전에 나아가 “대한(大韓)”이라는 국호를 반포하였다.

### 고종과 흥선대원군의 관계 악화
고종은 사건의 배후의 한 사람으로 흥선대원군이라 봤다. 1898년 흥선대원군이 죽었을 때 아들 고종이 장례식에도 나타나지 않을 만큼 부자관계는 악화되어 있었다.
흥선대원군이 죽자 한성부에서는 7일장을 했으나, 고종은 그의 장례식에 참석하지 않았다. 고종은 그의 장례식 참석을 거부했고, 흥친왕 이재면은 혹시나 자신도 죽임당할까봐 대원군의 부음을 알리는 것을 머뭇거리면서 주저했다. 그러나 상여가 노제를 한 뒤 서문(西門)으로 나갈 때 고종은 마루에 서서 담넘어로 바라보며 오랫동안 대성통곡을 하였다. 그 통곡 소리가 밖에까지 들렸다 한다.
상여가 공덕리로 가는 것을 보고 서대문 밖까지도 쫓아갔다고도 한다.

## 평가
고종은 사건 이전에 명성황후의 신변을 염려하여 여러 조치를 취한다. 시위대를 만들었으며, 그것으로도 안심이 되지 않아 서양인 궁궐 경비원을 고용하였다. 그러나 러시아인 경비원 아파나시 세레딘 사바틴은 폭동이 있으리라는 정보를 중국인으로부터 받고도 방어 대책을 건의하거나 세우지 않아 고종의 기대에 부응하지 못했다. 또한 시위대와 궁궐 경비원들은 사건 당일에도 새벽 2시에 이미 일본군의 수상한 동태를 파악했으나 안이하게 경비하다가 4시 30분 경에야 고종에게 급보를 전했다. 고종은 왕후가 안전한 곳에 피신했다고 답변했으나 당시의 급박한 정황으로 보아 마땅한 피신처를 찾기에는 시간이 너무 촉박했으리라 여겨진다.
당시 고종은 왕의 침전만은 감히 침범하지 못하리라 예상하고 왕후를 침전인 옥호루에서 고종의 침전인 곤령합으로 부르고, 그래도 안심이 되지 않아 왕후를 일반 궁녀와 같은 복장으로 궁녀들과 함께 앉혀 폭도들의 눈을 피하려는 조치를 취했다. 그러나 일본인 폭도들은 곤령합마저 서슴없이 유린하였다.
한편 봉건군주국가에서 조선의 군대는 마땅히 왕실 수호와 국토 방위에 헌신해야 함에도 조선 군대인 훈련대 일부는 일본인 폭도들의 역모에 가담해 그들의 졸개로 전락, 궁궐 침입에 가세했다. 한편 연약한 조선 궁녀들은 일본 폭도들의 폭력과 협박 앞에 굴복하지 않았으나 1,500명의 궁궐 경비병들은 겁을 먹고 무기와 군복 상의를 벗어던지고 달아나 버렸다. 흥선대원군은 정치적인 원한 관계로 왕후 암살을 기도했고, 일본 영사관을 찾아가 도움을 요청했다.

### 역사적 평가
한국에서는 일반적으로 이 사건을 고종이 아관파천을 결정하게 된 주요 원인으로 보며, 또한 의병 봉기의 계기가 되었다고 여긴다. 또한 대한제국 성립의 한 원인으로 평가한다. 한국의 친일파나 일본의 극우 인사들은 한국의 근대화를 방해하는 “민비”가 사라짐으로써 한국의 근대화가 촉진되었다고 주장한다. 반면 그와 같은 주장에 대해 서구화만을 근대화로 오해하여 자주적 근대화를 수구·반동으로 여겨서 일으킨 폭거라는 시각이 지배적이다.
사건을 조명함에 있어 조선인 협력자들의 존재 역시 간과하기 힘들다. 흥선대원군은 일본 공사관을 찾아가 명성황후 제거에 도움을 요청했는데, 이를 두고 여러 가지 상반된 평가가 존재한다. 대원군의 가담 여부에 대해서는 일본의 억측이나 누명이라는 시각이 지배적이었으나, 1990년대 이후 바뀌었다. 1990년대 초 대원군의 가담 의혹이 제기되었다. 유길준이 미국인 은사 모스 목사에게 보낸 편지에서 흥선대원군을 조선인 최고위 협력자로 지목한 것이 알려지게 됐다. 유길준은 명성황후 암살은 실행되었지만 흥선대원군이 명성황후 암살 문제를 일본공사와 협의하고 일본측에 약간의 도움을 요청한 것은 큰 실수였다고 지적하였다. 그러나 유길준은 '도움을 얻기 위해서는 달리 방법이 없었다.'는 의견도 덧붙였다.
박은식의 한국통사와 황현의 매천야록 등 서로 다른 시각을 가진 인사들에 의해 흥선대원군이 명성황후 암살 협력자로 지목되었다. 박은식은 춘추전국시대에 조돈(趙盾)이 왕을 암살한 것을 비유하여 이와 다를 바 없다고 하였으며, 감정이 사람의 양심을 가린다며 비판하였다.
대원군을 암살 배후로 지목한 유길준 역시 일본 낭인들의 지휘자로 지목됐다. 윤치호는 그의 일기에서 명성황후를 암살한 일본 낭인들의 지휘자 중 한사람이라고 지목하였다. 명성황후가 암살당할 무렵 윤치호는 유길준과 일본인 이시쓰카가 사건의 전말을 눈치채지 못하게 하려고 자신을 저녁 식사에 자신을 초대한 것이라고 주장하였다.
당대에도 조선인 협력자들의 이름이 지목되었으나, 관련된 조선인 중 흥선대원군과 유길준 역시 처벌되지 않았다. 흥선대원군은 고종의 생부이니 황제 고종이 아버지 대원군을 처벌할 수는 없었지만, 대신 대원군이 죽자 장례식에 불참한다. 대원군의 손자이자 자신의 조카인 이준용은 유학 형식으로 일본으로 추방한 뒤, 민씨 세력은 꾸준히 자객을 보내 이준용을 암살하려 하였으나 실패한다. 유길준은 피신하였고, 처벌은 전 군부차관 이주회, 2대대장 이두황, 일본 공사관 통역관 박선 등을 처벌하는 선에서 종결되었다. 이 사건을 기화로 한국의 개화파들 중 일부는 일본으로 망명하였다. 사건의 주요 가담자의 한사람인 조선군 1대대장 우범선은 일본으로 도피하였으나 후에 조선 조정에서 파견한 자객인, 민씨의 측근이자 개화파 문신 고영근에 의해 암살된다.
명성황후 생존설
2013년 6월 30일 정상수 한국방송통신대 교수는 을미사변 당시 명성황후가 일본 낭인들에게 살해되지 않았다는 내용의 독일과 영국의 외교문서를 찾았다고 밝혔다. 정상수가 찾아낸 외교문서에 따르면 을미사변이 일어난지 4개월 후인 1896년 2월 6일 러시아 주재 독일대사 후고 라돌린은 독일제국 총리 쉴링스퓌르스트 호엔로에게 "명성황후가 살아있으며, 서울 주재 러시아 공사로 피신하려 한다"는 취지의 비밀문서를 보냈다.
아관파천 직후인 1896년 2월 15일 서울 주재 영국 총영사 윌터 힐리어는 베이징 주재 영국 대리공사 뷰클럭에게 을미사변 당시 명성황후의 사망 여부에 대해 조선 고종이 말하지 않고 있다고 보고했다. 고종은 을미사변 이후 명성황후가 사망했다고 발표한 바 있는데, 4개월 후에는 영국 총영사에게 명성황후의 사망 여부에 대해 침묵한 것이다. 힐리어는 을미사변 직후인 1895년 10월 9일 을미사변 당시 궁녀 서너 명이 죽었고, 명성황후는 탈출했다는 내용의 보고를 베이징에 보낸 바 있다.
정상수의 발표에 대해 여러 역사학자들은 다음과 같은 의견을 발표했다. 전우용은 정상수가 발굴한 외교자료에 대해 "일본이 사건을 무마하기 위해 퍼뜨린 역선전이 포함됐을 가능성이 있다"고 말했다. 이태진 국사편찬위원장은 "독일 외교문서가 신뢰성이 높다는 점은 수긍한다"면서도 이 문서가 아관파천이 일어난 시기와 비슷한 시점에 작성됐다며 "러시아 공사관으로 피신을 원한 사람은 왕비가 아니라 왕의 오기일 가능성이 있다"고 말했다. 강상규 한국방송통신대 교수는 "정설에 안주하지 않고 1차 사료를 토대로 치밀한 재검토 작업을 벌여야 한다"고 말했다.

### 일본인 암살범 후손들의 사죄
2009년 8월 일본 아사히 TV의 "보도 스테이션"은 명성황후 시해 사건에 대한 프로그램을 방영하였는데, 범인들의 후손중 카와노 타츠미와 이에이리 케이코가 명성황후의 후손을 만나 사죄하는 모습을 담았다. 일본의 일부 극우 성향의 네티즌들은 "역사 위조, 허위보도"라고 하기도 했으며, "황후를 살해한 것은 조선인들이었다"고 주장하였다. 아사히 TV 보도 이후 전 독립기념관 관장 김삼웅은 을미사변에 참여했던 한성신보 주필 구니토모 시게아키의 외손자 카와노 타츠미를 만나 개인적인 반성과 용서에 그치지 않고, 일본 정부가 반성하고 사죄할 수 있도록 적극 제안해 달라고 요청했다.

### 구마모토와 후쿠오카의 조직적 관련
을미사변의 범행 구조를 보면, 일본은 이노우에 가오루나 이토 히로부미, 미우라 고로 등 야마구치 출신들이 배후에서 범행을 교사하여 총괄 기획, 지휘하고, 도오가츠 아키, 츠키 나리히카루 등 후쿠오카 출신들이 구체적으로 계획을 수립하여 아다치 겐조, 구니토모 시게아키 등 구마모토 출신들이 필요한 인력을 동원하여 시해를 실행하였다는, 사건 관련자들의 지역적 연결고리가 있다. 이는 야마구치가 단지 후쿠오카나 구마모토와 지리적으로 가깝다는 것 뿐 아니라, 후쿠오카에 본부를 둔 현양사가 천우협, 흑룡회와 제국주의적 정한론에 입각, 연계하여 계획적이고 조직적으로 배후 역할을 한 것이다. 나가사키, 가고시마까지 포함하면 범행 가담자들의 절대 다수가 큐슈 지역 출신이라는 동질성이 있다.
1896년 1월 히로시마에서 열린 48명의 일본 민간인 신분 범인들에 대한 예심과 이에 앞서 8명의 일본군 현역 군인들에 대한 군사재판 결과는 '증거 불충분'으로 '전원 면소, 무죄 석방'이었다.

## 사법 처리
을미사변을 조선인들의 소행으로 돌리려던 미우라의 흉계가 실패로 끝나자, 일본은 미우라 공사를 비롯, 사건을 주동한 일본군 육군 소좌, 궁내부 및 군부 고문관 오카모토 류노스케, 일본인 영사관보, 낭인들의 길 안내인 호리구치 구마이치(堀口 九萬一), 영사관 경찰총수 오기하라 히데지로 등과 외무성 낭인, 일본 영사관 경찰 등 암살을 주동한 일본인 낭인들 등 관련자 48명을 소환하여 히로시마 재판소에 회부했다. 그러나 예심 판사 요시오카(吉岡美秀)는 증거가 불확실하다는 이유로 다음해(1896년) 1월 20일 이들을 모두 석방하였다. 이와 별도로 주조선 공사관 무관, 일본육군 포병 중좌 구스노세 유키히코(楠瀨 幸彦) 등 일본군 장교 8명은 군법회의에 회부하는 형식을 취했다. 일본군의 군법회의도 관련자들을 전원 무죄 방면했다. 일본 측 가담자 54명 중 누구도 형사처벌받지 않았다.

### 을미사변 일본 측 관련자

#### 범행 배후/교사
| 이름                         | 생년 | 몰년 | 출신/거주 | 학력            | 군 경력  | 당시 직책              | 평결 | 이후 경력          | 비고      |
| ---------------------------- | ---- | ---- | --------- | --------------- | -------- | ---------------------- | ---- | ------------------ | --------- |
| 이노우에 가오루 (井上 馨)    | 1836 | 1915 | 야마구치  | 명륜관, 난학    | 사무라이 | 전 조선공사, 외무대신  | -    | 총리대신 후보      | 범행 교사 |
| 야마가타 아리토모 (山縣有朋) | 1838 | 1922 | 야마구치  | 마쓰시다촌숙    | 육군대장 | 1군 사령관, 귀족원의원 | -    | 총리대신           | -         |
| 하나부사 요시모토 (花房義質) | 1842 | 1917 | 오카야마  | 적숙(適塾) 난학 | -        | 전 조선공사            | -    | 남작, 자작         | -         |
| 이토 히로부미 (伊藤博文)     | 1841 | 1909 | 야마구치  | 마쓰시다촌숙    | 사무라이 | 총리대신               | -    | 조선통감           | 배후      |
| 무쓰 무네미쓰 (陸奧宗光)     | 1844 | 1897 | 와카야마  | 고베해군조련소  | 사무라이 | 외무대신               | -    | -                  | -         |
| 사이온지 긴모치 (西園寺公望) | 1849 | 1940 | 교토      | 소르본대학      | 검술     | 외무대신대리, 문부대신 | -    | 외무, 총리대신     | -         |
| 노무라 야스시 (野村 靖)      | 1842 | 1909 | 야마구치  | 마쓰시다촌숙    | 사무라이 | 내무대신               | -    | 체신대신           | -         |
| 요시카와 아키마사 (芳川顕正) | 1842 | 1920 | 도쿠시마  | -               | -        | 사법대신               | -    | 체신대신, 백작     | -         |
| 오야마 이와오 (大山 巌)      | 1842 | 1916 | 가고시마  | -               | 육군대장 | 육군대신               | -    | 육군참모총장, 공작 | -         |
| 가와카미 소로쿠 (川上操六)   | 1848 | 1899 | 가고시마  | -               | 육군중장 | 육군본부 참모차장      | -    | 육군참모총장       | 범행 총책 |
| 스에마쓰 겐조 (末松謙澄)     | 1855 | 1920 | 후쿠오카  | 도쿄사범        | -        | 법제국장               | -    | 체신, 내무대신     | -         |
| 미즈노 렌타로 (水野 練太郞)  | 1868 | 1949 | 아키타    | 도쿄제대 법학부 | -        | 내무 관료              | -    | 문부, 내부대신     | -         |

#### 범행 방조/사후 보고
| 이름                      | 생년 | 몰년 | 출신/거주 | 학력              | 군 경력  | 당시 직책           | 평결 | 이후 경력                 | 비고             |
| ------------------------- | ---- | ---- | --------- | ----------------- | -------- | ------------------- | ---- | ------------------------- | ---------------- |
| 우치다 사다쓰지(内田定槌) | 1865 | 1942 | 후쿠오카  | 도쿄제대 법과대학 | -        | 조선공사관 일등영사 | -    | 스웨덴 등 각국 공사, 대사 | 보고서 작성      |
| 이시즈카 에이조(石塚英藏) | 1866 | 1942 | 후쿠시마  | 도쿄제대 정치학   | -        | 조선고문관          | -    | 대만 총독                 | 일본 법제국 보고 |
| 니이로 도키스케(新納時亮) | -    | -    | -         | -                 | 해군소좌 | 공사관 수비대       | -    | -                         | 일본군 본영 보고 |

#### 범행 기획/지휘/직접 가담
| 이름                             | 생년 | 몰년 | 출신/거주 | 학력            | 군 경력  | 당시 직책               | 평결 | 이후 경력                             | 비고                        |
| -------------------------------- | ---- | ---- | --------- | --------------- | -------- | ----------------------- | ---- | ------------------------------------- | --------------------------- |
| 미우라 고로(三浦梧楼)            | 1847 | 1926 | 야마구치  | 명륜관          | 육군중장 | 조선공사                | 무죄 | 추밀원 고문관 겸 궁내관               | 범행 실행 총괄              |
| 시바 시로(柴 四郎)               | 1853 | 1922 | 지바      | 미 펜실베니아대 | 사무라이 | 조선공사 참모           | 무죄 | 중의원 10선, 농상무 차관, 외무 참정관 | 총괄 기획                   |
| 스기무라 후카시(杉村 濬)         | 1848 | 1906 | 도쿄      | -               | -        | 공사관 일등서기관       | 무죄 | 대만총독부 내무부장                   | -                           |
| 구스노세 유키히코(楠瀨幸彦)      | 1858 | 1927 | 고치      | 육군사관학교    | 포병중좌 | 조선공사관 무관         | 무죄 | 육군 대신, 육군 중장                  | 일 군경 총괄                |
| 호리구치 구마이치(堀口 九萬一)   | 1865 | 1945 | 니가타    | 도쿄제대 법학부 | -        | 조선공사관 영사관보     | 무죄 | 정직 1년, 스페인공사                  | -                           |
| 아사야마 겐조(浅山顕蔵)          | 1850 | -    | 나가사키  | -               | -        | 조선국 보좌관           | 무죄 | -                                     | -                           |
| 오카모토 류노스케(岡本 柳之助)   | 1852 | 1912 | 와카야마  | 포술연습소      | 포병소좌 | 조선궁내부 겸 군부고문  | 무죄 | -                                     | 조선 측과 공모, 홍계훈 살해 |
| 시부타니 가토지(澁谷加藤次)      | 1855 | -    | 구마모토  | -               | -        | 조선내부고문            | 무죄 | -                                     | -                           |
| 시부타니 후미히데(澁谷文英)      | -    | -    | -         | -               | -        | 통역관/일련종 승려      | -    | -                                     | -                           |
| 오오우라 시게히코(大浦茂彦)      | 1860 | -    | 나가사키  | -               | -        | 통역관                  | 무죄 | -                                     | -                           |
| 하스모토 야스마루(蓮元泰丸)      | 1867 | -    | 시가      | -               | -        | 통역관                  | 무죄 | -                                     | -                           |
| 우마야바라 가네모토(馬屋原 務本) | -    | -    | -         | -               | 육군소좌 | 공사관 수비대장         | 무죄 | -                                     | 일본군 지휘                 |
| 이시모리 요시나오(石森吉猶)      | -    | -    | -         | -               | 육군대위 | 공사관 수비대           | 무죄 | -                                     | -                           |
| 다카마쓰 데쓰다로(高松鉄太郎)    | -    | -    | -         | -               | 육군대위 | 공사관 수비대           | 무죄 | -                                     | -                           |
| 고이토 유키부미(鯉登行文)        | -    | -    | -         | -               | 육군대위 | 공사관 수비대           | 무죄 | -                                     | 홍계훈에 총격               |
| 후지토 요조(藤戸与三)            | -    | -    | -         | -               | 육군대위 | 수비대 1중대장          | 무죄 | -                                     | -                           |
| 무라이 우소(村井右宗)            | -    | -    | -         | -               | 육군대위 | 수비대 2중대장          | 무죄 | -                                     | -                           |
| 마구 마사스게(馬來政輔)          | -    | -    | -         | -               | 육군대위 | 수비대 3중대장          | 무죄 | -                                     | -                           |
| 미야모토 다케타로(宮本 竹太郞)   | -    | -    | -         | -               | 육군소위 | 공사관 수비대           | -    | -                                     | 왕후 시해                   |
| 마키 구마토라(木 熊虎)           | -    | -    | -         | -               | -        | 공사관 수비대           | -    | -                                     | -                           |
| 오기하라 히데지로(荻原 秀次郎)   | 1866 | 1928 | 나가노    | -               | -        | 외무성 경부             | 무죄 | -                                     | 일경 지휘, 왕후 시신 소각   |
| 와타나베 다카지로(渡辺 鷹次郎)   | 1852 | -    | 도쿄      | -               | -        | 외무성 순사             | 무죄 | -                                     | -                           |
| 오타 토시미쓰(小田俊光)          | 1862 | -    | 가고시마  | -               | -        | 외무성 순사             | 무죄 | -                                     | 궁녀 살해                   |
| 나루세 기시로(成瀬 喜四郎)       | 1865 | -    | 가고시마  | -               | -        | 외무성 순사             | 무죄 | -                                     | -                           |
| 요코오 유지로(横尾 勇次郎)       | 1867 | -    | 나가사키  | -               | -        | 외무성 순사             | 무죄 | -                                     | 궁녀 살해                   |
| 사카이 마스다로(境 益太郎)       | 1869 | -    | 나가사키  | -               | -        | 외무성 순사             | 무죄 | -                                     | 이경직 살해                 |
| 시라이시 요시다로(白石 由太郎)   | 1872 | -    | 가고시마  | -               | -        | 외무성 순사             | 무죄 | -                                     | -                           |
| 키노와키 요시노리(木脇祐則)      | 1873 | -    | 가고시마  | -               | -        | 외무성 순사             | 무죄 | -                                     | 궁녀 살해                   |
| 사세 구마테쓰(佐瀨熊鐵)          | 1866 | -    | 후쿠시마  | -               | -        | 경무청 의사(醫務)       | 무죄 | 중의원                                | -                           |
| 아다치 겐조(安達謙蔵)            | 1864 | 1948 | 구마모토  | 세이세이고      | -        | 한성신보 사장 겸 기자   | 무죄 | 중의원 14선, 체신, 내무 대신          | 낭인 총괄                   |
| 구니토모 시게아키(國友重章)      | 1862 | 1909 | 구마모토  | -               | -        | 한성신보 주필           | 무죄 | -                                     | 낭인 모집책                 |
| 고바야가와 히데오(小早川 秀雄)   | 1870 | 1920 | 구마모토  | -               | -        | 한성신보 편집장         | 무죄 | 큐슈일일신문 사장                     | -                           |
| 히라야마 이와히코(平山勝熊)      | 1867 | -    | 구마모토  | -               | -        | 한성신보 기자           | 무죄 | -                                     | -                           |
| 사사키 타다시(佐々木 正)         | 1873 | -    | 구마모토  | -               | -        | 한성신보 기자           | 무죄 | -                                     | -                           |
| 히라야마 쓰마누마(平山岩彦)      | 1867 | -    | 구마모토  | -               | -        | 한성신보 객원           | 무죄 | 중의원 5선                            | 이경직 살해                 |
| 미야토모 유키(宮住勇喜)          | 1873 | -    | 구마모토  | -               | -        | 한성신보 사원           | 무죄 | -                                     | -                           |
| 우시지마 히데오(牛嶋英雄)        | 1873 | -    | 구마모토  | -               | -        | 한성신보 사원           | 무죄 | -                                     | -                           |
| 야마다 레츠세이(山田烈盛)        | 1862 | -    | 지바      | -               | -        | 일본신문 특파원         | 무죄 | -                                     | -                           |
| 기쿠치 겐조(菊池謙讓)            | 1870 | 1953 | 구마모토  | 도쿄전문학교    | -        | 국민신문 특파원         | 무죄 | -                                     | -                           |
| 요시다 유키치(吉田友吉)          | 1872 | -    | 이와테    | -               | -        | 보지(報知)신문 통신원   | 무죄 | -                                     | -                           |
| 오오사키 마사요시(大崎正吉)      | 1865 | -    | 미야기    | -               | -        | 천우협(天佑俠)          | 무죄 | -                                     | -                           |
| 다케다 한시(武田範治)            | 1863 | -    | 후쿠오카  | -               | -        | 천우협(天佑俠)/문필가   | 무죄 | -                                     | -                           |
| 스기야마 시게마루(衫山茂丸)      | 1864 | 1935 | 후쿠오카  | -               | -        | 현양사(玄洋社)          | -    | 정치운동가, 실업가                    | -                           |
| 츠키나리 히카루(月成 光)         | 1862 | 1910 | 후쿠오카  | -               | -        | 현양사(玄洋社)          | 무죄 | -                                     | 일명 梶川光                 |
| 도오가츠 아키(藤勝 顯)           | 1859 | 1917 | 후쿠오카  | -               | -        | 현양사(玄洋社)          | 무죄 | -                                     | 왕후 시해                   |
| 스즈키 시게모토(鈴木重元)        | 1853 | -    | 니가타    | -               | -        | 晒業                    | 무죄 | -                                     | -                           |
| 데라자키 다이키치(寺崎泰吉)      | 1862 | -    | 가나카와  | -               | -        | 매약상(売薬商)          | 무죄 | -                                     | 왕후 자해(刺害)             |
| 삿사 마사시(佐々 正之)           | 1862 | -    | 구마모토  | -               | -        | 매약상(売薬商)          | 무죄 | -                                     | -                           |
| 나카무라 다테오(中村楯雄)        | 1863 | -    | 구마모토  | -               | -        | 잡화상                  | 무죄 | -                                     | 왕후 참살(斬殺)             |
| 난바 하루키치(難波春吉)          | 1864 | 1930 | 가나카와  | 부산어학교      | -        | 잡상인(薬雑行商)        | 무죄 | -                                     | -                           |
| 마쓰무라 다츠키(松村辰喜)        | 1868 | 1937 | 구마모토  | -               | -        | 계동소학교 교사         | 무죄 | 구마모토시의원                        | -                           |
| 다나카 겐도(田中賢道)            | 1856 | -    | 구마모토  | -               | -        | 농업                    | 무죄 | -                                     | -                           |
| 사토 게이타(佐藤敬太)            | 1858 | -    | 구마모토  | -               | -        | 농업                    | 무죄 | -                                     | -                           |
| 히로다 토메요시(廣田止善)        | 1861 | -    | 구마모토  | -               | -        | 농업, 구마모토 국권당원 | 무죄 | -                                     | -                           |
| 구마베 요네기치(隈部米吉)        | 1868 | -    | 구마모토  | -               | -        | 농업                    | 무죄 | -                                     | -                           |
| 마에다 도시죠(前田俊蔵)          | 1874 | -    | 구마모토  | -               | -        | 농업                    | 무죄 | -                                     | -                           |
| 스즈키 준켄(鈴木順見)            | 1868 | -    | 교토      | -               | -        | 무직                    | 무죄 | -                                     | -                           |
| 가타노 다카오(片野猛雄)          | 1873 | -    | 구마모토  | -               | -        | 무직                    | 무죄 | -                                     | -                           |
| 사와무라 요시오(澤村雅夫)        | 1873 | -    | 구마모토  | -               | -        | 무직                    | 무죄 | -                                     | -                           |
| 이에이리 가키치(家入嘉吉)        | 1877 | -    | 구마모토  | -               | -        | 무직                    | 무죄 | -                                     | -                           |
| 나카지마 히데오(中島英雄)        | -    | -    | -         | -               | -        | -                       | -    | -                                     | -                           |

### 일본 측 관련자들의 영전
을미사변에 관련된 일본 측 관련자들은 대부분 영전, 크게 영달하였다. 가장 대표적인 인물 중 하나가 가와카미 소로쿠, 그 외에 시바 시로, 구스노세 유키히코, 아다치 겐조 등이 있다.
- 가와카미 소로쿠(川上操六, 1848년생) : 을미사변 당시 참모차장으로 있으면서 총책 역할을 하였다. 그 결과 을미사변 2년 뒤에 육군참모총장이 된다. 육군참모총장은 역대로 왕족들이 맡아오던 자리인데, 왕족이 아니면서 최초로, 또한 중장 계급으로 전무후무하게 육군참모총장이 되었다. 1884년에 구미제국의 병제를 시찰할 때만 해도 오오야마 이와오(大山巌, 1842년생)를 수행하고 왔지만, 1898년 같은 가고시마 출신으로 6살이나 선배인 그를 제치고 참모총장 자리에 먼저 오른 것이다. 당시 그에 대한 일본 내의 평가가 어떠했는지 알 수 있다.

- 미우라 고로(三浦梧楼, 1847년생) : 을미사변 때 조선공사로 범행 실행을 총괄하여 사건이 국제적으로 비화하자 무마 차원에서 일시 구류되었으나 곧 무죄방면되자 일왕이 버선발로 뛰어나와 그를 맞았다 한다. 후에 추밀원 고문관 겸 궁내관으로 등용되었다.

- 스기무라 후카시(杉村 濬, 1848년생) : 을미사변 때 조선공사관 일등서기관으로 무죄 면소되어 석달 뒤 대만총독부 내무부장으로 영전했다.

- 시바 시로(柴 四郎, 1853년생) : 을미사변 때 조선공사 참모로 범행 전반을 총괄 기획했고, 무죄 면소되어 정치가로 변신, 중의원 10선의원, 농상무 차관, 외무 참정관을 지냈다.

- 구스노세 유키히코(楠瀨幸彦, 1858년생) : 을미사변 때 포병중좌로 조선공사관 무관이었다. 낭인 일당과 일본군들을 범죄 현장으로 인솔, 지휘하였으나 군사재판에서 무죄 면소되어 대만총독부 참모、서부도독부 참모장, 12사단 참모장을 거쳐、1901년 장군이 되었고, 후에 육군 중장으로 육군대신을 지냈다.

- 호리구치 구마이치(堀口 九萬一, 1865년생) : 을미사변 때 조선공사관 영사관보로 무죄 면소되어 정직 1년 후 복직되어 후에 스페인공사 등을 지냈다.

- 이시즈카 에이조(石塚英藏, 1866년생) : 을미사변 때 조선고문관으로 직접 간여하지는 않았으며, 후에 대만 총독을 지냈다. 사건 후 그가 작성해 일본 법제국장에게 보낸 보고서는 미우라 고로 등의 처벌 가능성을 개진해 그나마 최소한의 양심적 단면을 보여주었다.

- 아다치 겐조(安達謙蔵, 1864년생) : 을미사변 때 한성신보 사장 겸 기자로 범행을 실행할 낭인들을 총괄하였으나 무죄 면소되어 이후 중의원 14선의원에, 체신, 내무 대신을 지냈다. 사건에 참여한 순수 민간인 신분으로서는 최고로 영달했다.

## 같이 보기
- 명성황후
- 조선 고종
- 미우라 고로
- 카를 베베르
- 청일 전쟁
- 삼국 간섭
- 러일 전쟁
- 제중원

## 참고 자료
- 《명성황후와 대한제국》 = 한영우 (2001년 10월 20일). 《명성황후와 대한제국》 초 1쇄판. 서울: 효형출판. ISBN 89-86361-57-4.